# Mikkel Bischoff
Pour les articles homonymes, voir Bischoff.
Mikkel Rufus Mutahi Bischoff est un footballeur danois né le 3 février 1982 à Copenhague. Il joue au poste de défenseur.
Il possède quatre sélections en équipe du Danemark espoirs.

## Palmarès
Vierge